# Mettembert
Mettembert (toponimo francese; in tedesco Mettenberg, ufficiale fino al 1984, e in precedenza Mittemberg, desueti) è un comune svizzero di 105 abitanti del Canton Giura, nel distretto di Delémont.

## Monumenti e luoghi d'interesse

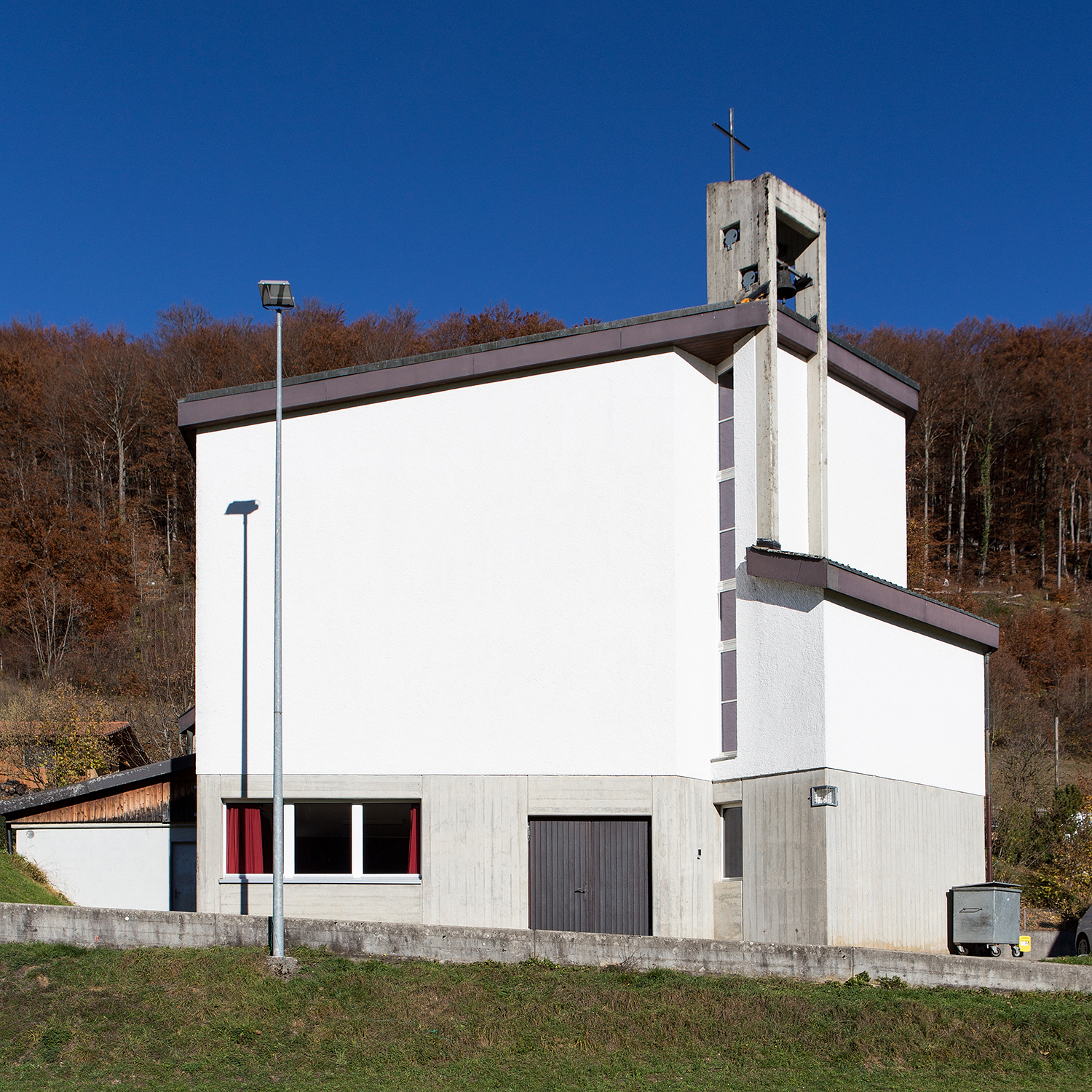
La cappella di Sant'Anna

- Cappella cattolica di Sant'Anna, eretta nel 1819 e ricostruita nel 1970[1].

## Società

### Evoluzione demografica
L'evoluzione demografica è riportata nella seguente tabella:
Abitanti censiti

## Amministrazione
Dal 1853 comune politico e comune patriziale sono uniti nella forma del commune mixte.